# Wugigarra kaurna
Wugigarra kaurna là một loài nhện trong họ Pholcidae. Loài này được phát hiện ở Nam Úc.